# Риварий
Риварий (VI век)— святой из Бретани. День памяти — 19 сентября.
Риварий является одним из нескольких полулегендарных бретонских святых из Арморики. Он был дядей святого Эрве. Его сестра была матерью святого Урфоля. Ривария называют «первым священником на континенте из эмигрантов». Латинский термин, применявшийся к нему — antistes — подразумевает церковную власть. Только после его прибытия в Арморику будут созданы монастыри и епископства. Предыдущие епископы или настоятели, евангелизировавшие регион, часто назывались странствующими, выходцами из Британских островов, не укоренившимися на континенте.

## Галерея
- Ланривоаре: приходской храм святого Ривоаре (Saint-Rivoaré), колокольня
- Приходской храм святого Ривоала (Saint-Rivoal) à Сен-Ривоаль
- Источник святого Ривоала в Плугастель-Даулас, XV-XVII века